# Liste des présidents du Botswana
Le tableau ci-dessous dresse la liste des présidents de la république du Botswana depuis l'indépendance du pays en 1966. 

## Liste des titulaires
| N° | Portrait          | Titulaire (Naissance-mort)     | Élection            | Mandat            | Mandat                             | Mandat                     | Parti politique | Parti politique |
| N° | Portrait          | Titulaire (Naissance-mort)     | Élection            | Début             | Fin                                | Durée                      | Parti politique | Parti politique |
| -- | ----------------- | ------------------------------ | ------------------- | ----------------- | ---------------------------------- | -------------------------- | --------------- | --------------- |
| 1  | Seretse Khama     | Seretse Khama (1921-1980)      | 1965 1969 1974 1979 | 30 septembre 1966 | 13 juillet 1980 (mort en fonction) | 13 ans, 9 mois et 13 jours |                 | BDP             |
| 2  | Quett Masire      | Quett Masire (1925-2017)       | 1984 1989 1994      | 13 juillet 1980   | 31 mars 1998                       | 17 ans, 8 mois et 18 jours |                 | BDP             |
| 3  | Festus Mogae      | Festus Mogae (né en 1939)      | –                   | 1er avril 1998    | 20 octobre 1999                    | 10 ans                     |                 | BDP             |
| 3  | Festus Mogae      | Festus Mogae (né en 1939)      | 1999                | 20 octobre 1999   | 1er novembre 2004                  | 10 ans                     |                 | BDP             |
| 3  | Festus Mogae      | Festus Mogae (né en 1939)      | 2004                | 1er novembre 2004 | 1er avril 2008                     | 10 ans                     |                 | BDP             |
| 4  | Ian Khama         | Ian Khama (né en 1953)         | –                   | 1er avril 2008    | 20 octobre 2009                    | 10 ans                     |                 | BDP             |
| 4  | Ian Khama         | Ian Khama (né en 1953)         | 2009                | 20 octobre 2009   | 28 octobre 2014                    | 10 ans                     |                 | BDP             |
| 4  | Ian Khama         | Ian Khama (né en 1953)         | 2014                | 28 octobre 2014   | 1er avril 2018                     | 10 ans                     |                 | BDP             |
| 5  | Mokgweetsi Masisi | Mokgweetsi Masisi (né en 1961) | –                   | 1er avril 2018    | 1er novembre 2019                  | 6 ans et 7 mois            |                 | BDP             |
| 5  | Mokgweetsi Masisi | Mokgweetsi Masisi (né en 1961) | 2019                | 1er novembre 2019 | 1er novembre 2024                  | 6 ans et 7 mois            |                 | BDP             |
| 6  | Duma Boko         | Duma Boko (né en 1969)         | 2024                | 1er novembre 2024 | en cours                           | 6 mois et 10 jours         |                 | BNF (UDC)       |